# M93
M93 (NGC2447) е разсеян звезден куп, разположен по посока на съзвездието Кил. Открит е от Шарл Месие през 1781.
Разстоянието му от Земята се оценява на 3600 св.г., а линейният му диаметър се оценява на 10 св.г. Възрастта му се оценява на 100 млн.години.
Купът е с ъглов диаметър 22' и видима звездна величина +6.